# عبد الله محمد اللقية
عبد الله محمد اللقية (1930 - 1961 ) يمني ولد في صنعاء، من رجال الحركة الوطنية. التحق بالمدرسة الحربية، وتخرج منها، وتعرض للاعتقال أكثر من مرة، مع زميله العميد محمد بن علي الأكوع في مدينتي صنعاء وحجة، والتحق بقوات الإمام أحمد يحيى حميد الدين في تعز، ووُزّع على إحدى السرايا، ثم نقل إلى الحديدة؛ حيث كان زميله الملازم محمد عبدالله العلفي، ضابطًا لمستشفى المدينة. وكان أحد الثلاثة المشتركين في محاولة اغتيال الإمام أحمد 1961، أثناء زيارته لمستشفى الحديدة، مع زميليه محسن الهندوانة، ومحمد عبد الله العلفي.

## حياته
سجن وعذب بعد فشل ثورة الدستور عام 1948 وبعد خروجه منه فصل من الجيش، عمل في المستشفى العسكري بعد نيل شهادة تمريض من مدينة تعز ثم بعد فترة حاول العودة إلى الجيش فنجح في ذلك بمساعدة صديق عمره ودربه أحمد الثلايا، سجن بعد فشل إنقلاب 1955 وبعد أن خرج من السجن دخل مدرسة الأسلحة عام 1959م وتخرج منها.

## محاولة اغتيال الإمام
خطط مع زميله محمد عبد الله العلفي، ومحسن الهندوانة؛ لاغتيال الإمام أحمد حميد الدين، أثناء زيارته لبعض المصابين من عكفته "الحرس الخاص بالإمام"، الذين أسعفوا إلى المستشفى عقب انقلاب إحدى السيارات بهم، وتم إطلاق الرصاص على الإمام أحمد، الذي أصيب إصابة مباشرة غير أنها لم تمته، وتظاهر بالموت، وألقي القبض على اللقية، وزميليه، ونقل إلى مدينة تعز.
وذكر العميد محمد علي الأكوع، أن اللقية، تعرض أثناء فترة استجوابه للتعذيب الشديد؛ حتى قيل: إن ولي العهد محمد البدر، كان يطعن جسده بالسيف، لحمله على الاعتراف بالذين شاركوه محاولة اغتيال الإمام.